# هواوی آنر ۴سی
هواوی آنر ۴سی (انگلیسی: Huawei Honor 4C) (همچنین شناخته شده با نام هواوی جی پلی مینی) یک تلفن هوشمند پایین ردهٔ اندرویدی از هواوی است که تحت برند آنر عرضه شده‌است. آنر ۴سی در آوریل ۲۰۱۵ عرضه شد. این گوشی دومین پایین ردهٔ هواوی با برند آنر است. آنر ۴سی یک نمایشگر ۵٫۰ اینچی از نوع IPS-LCD دارد و به طور پیش فرض دارای سیستم عامل اندروید نسخه 4.4.2 بود ولی حالا اندروید مارشمالو را هم دریافت کرده‌است. آنر ۴سی ،  سومین گوشی آنر است که از خانوادهٔ چیپست‌های های‌سیلیکون کیرین استفاده می‌کند.

## مشخصات
آنر ۴سی ۲ گیگابایت رم دارد و ۸ گیگابایت حافظهٔ داخلی دارد. این گوشی قابلیت اتصال به بلوتوث و وای‌فای را دارد.